# Fundação Frédéric Velge

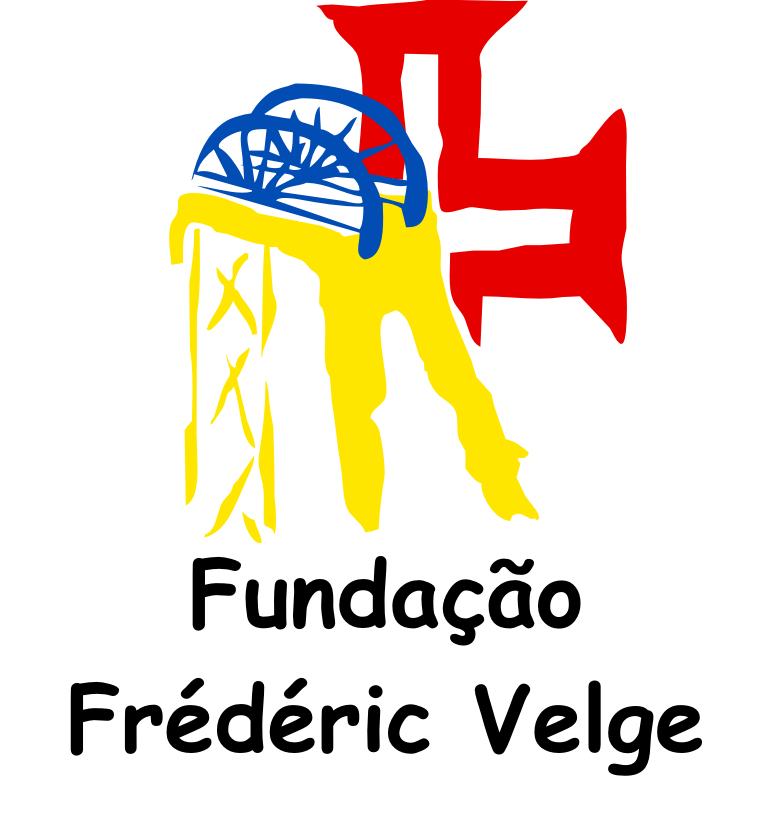
Fundação Frédéric Velge

A Fundação Frédéric Velge é uma fundação portuguesa instituída em 1997 pela empresa SAPEC e pela Câmara Municipal de Grândola, com sede na aldeia do Lousal, freguesia de Azinheira dos Barros e São Mamede do Sádão, concelho de Grândola, distrito de Setúbal, Portugal.

## História
Após o encerramento da mina do Lousal em 1988, a empresa proprietária (SAPEC) e a Câmara Municipal de Grândola conceberam um projecto de desenvolvimento socio-económico, com a designação de Programa de Revitalização e Desenvolvimento Integrado do Lousal (RELOUSAL).
Tendo em vista a implementação desse programa, o Arq.º Fernando Travassos, presidente da Câmara Municipal de Grândola e o Dr. Fréderic Velge, director da mina, promovem a criação da Fundação Frédéric Velge. Esta instituição é criada a 26 de Maio de 1997, através de escritura pública, sendo reconhecida como pessoa colectiva de utilidade pública a 23 de Julho de 2002. Inicialmente sob a presidência de Frédéric Velge (1997-2002), o Conselho de Administração é desde então presidido pela sua viúva Mayalen Thierry Velge.

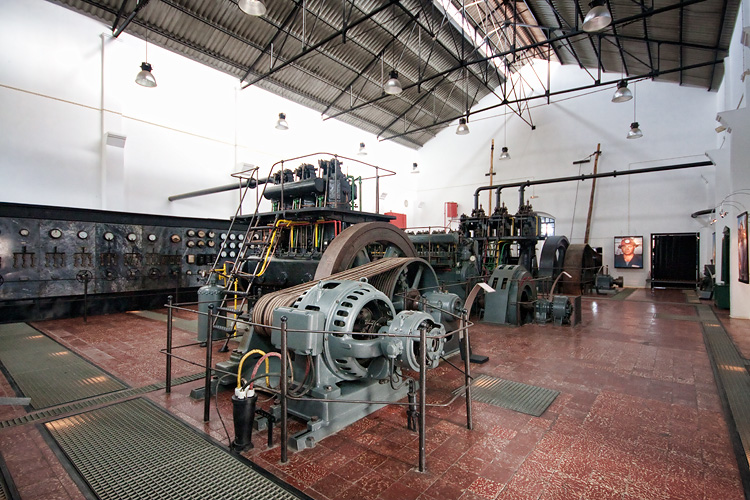
Museu Mineiro do Lousal

## Objectivos
Os principais objectivos da Fundação são os seguintes:
- Incrementar e difundir em todo o país a museologia industrial, em especial a museologia industrial de pirites, em Portugal, Espanha e no mundo, nomeadamente através de um museu industrial de pirites nas Minas do Lousal, em Grândola, permitindo a recolha de dados científicos e artísticos, a difusão do conhecimento científico deste minério e a contemplação e estudo da sua apresentação na Natureza.

- Promover por todos os meios ao seu alcance a elevação do nível cultural das populações, através da divulgação da museologia industrial de pirites e, em especial, promover manifestações de índole cultural e artística.

- Possibilitar e estimular a associação de actividades científicas e culturais com a actividades empresariais e económicas, mediante iniciativas de divulgação, de apoio e melhoria de todas as formas de arte e cultura.

- Preservar as minas de pirite e, em geral, os jazidos de minérios existentes em Portugal, através da criação de museus industriais como manifestação de identidade e personalidade colectiva.

- Contribuir para o apoio e desenvolvimento do turismo de qualidade, assegurando as camadas turísticas com elevado grau de exigência e divulgação da cultura nacional.

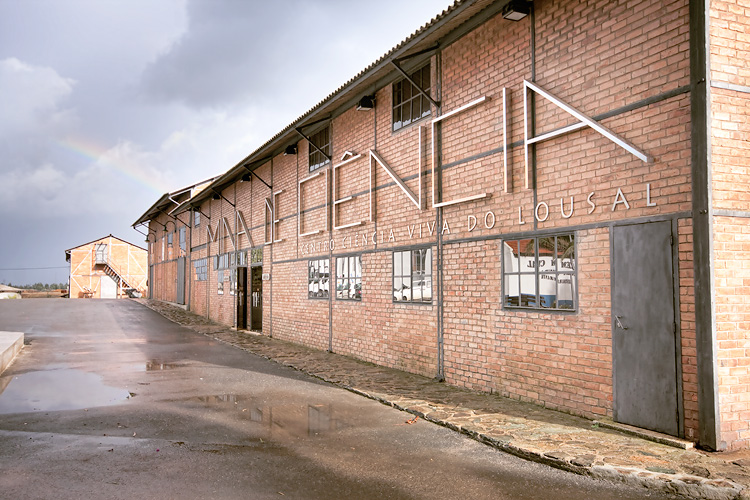
Centro Ciência Viva do Lousal

## Actividades
De entre as actividades desenvolvidas ou projectadas, destacam-se as seguintes:
- Literatura

Foram publicadas duas obras: o livro-catálogo Modelos de Minas do Séc. XIX. Engenhos de Exploração Mineira, sob a coordenação de Tiago Varela (2006)  e a biografia Frédéric Velge 1926-2002. Fotobiografia da autoria de Pedro Pereira Leite (2009). 
- Galeria museológica

O Museu Mineiro do Lousal, inaugurado em  2001, situa-se no antigo edifício da Central Eléctrica e dispõe de um espólio no âmbito da arqueologia industrial. 
O Centro Ciência Viva do Lousal, aberto ao público em 2010, funciona como espaço interactivo de divulgação científica e tecnológica no âmbito da Geologia, da Química, da Física, da Biologia e das Ciências do Virtual, inserindo-se na Rede Nacional de Centros Ciência Viva. Esta instituição é gerida pela Associação Ciência Viva do Lousal, da qual faz parte a Fundação Frédéric Velge.
O Museu Interactivo do Lousal-Descida à Mina, cuja concretização está prevista para 2012, pretende proporcionar aos visitantes uma descida à mina, inserida num percurso expositivo interactivo, com conteúdos nas áreas da Geologia, da História e exploração mineira do Lousal. O percurso irá percorrer três zonas distintas, mas complementares, que incluirão uma visita à superfície (Centro de Interpretação Interactivo), uma Descida à Mina e um Percurso na Corta, englobando aas situações fundamentais do processo mineiro e do Lousal: as galerias da mina no subsolo, a corta, a extracção e escombreiras à superfície e as instalações de trituração do minério.
- Música

Foram editados os discos de cante alentejano Cantares do Alentejo (2000) e EnCantes (2009) pelo Grupo Coral Os Mineiros do Lousal.